# И Сяогуан
И Сяогуан (род. июнь 1958, Цзянсу) — китайский генерал-полковник авиации (июль 2016). В 2017—2021 гг. командующий Центральным театром боевого командования НОАК. Член КПК с 1977 года, кандидат в члены ЦК КПК 18-го созыва, член ЦК 19-го созыва.
По национальности ханец. Родом из провинции Цзянсу. В 1974 году в 16-летнем возрасте вступил в НОАК, начинал пилотом, в 1977 году вступил в КПК. Получил степень магистра. Генерал-майор (2001), генерал-лейтенант (2012), генерал-полковник ВВС НОАК (июль 2016) — стал самым молодым генерал-полковником, прежде являлся также самым молодым генерал-лейтенантом. В 2004—2008 гг. комендант командного колледжа ВВС НОАК. Принимал участие в первых в истории совместных военных учениях Китая и России «Мирная миссия — 2005». С 2010 по 2012 год замкомандующего Нанкинским военным округом и командующий Нанкинскими ВВС. С 2012 по 2014 год помощник начальника Генерального штаба НОАК. С июля 2014 года заместитель начальника Генерального штаба НОАК, затем заместитель начальника Объединенного штаба Центрвоенсовета Китая (Joint Staff Department of the Central Military Commission). Его называли возможным преемником командующего ВВС НОАК Ма Сяотяня — которого, однако, сменил Дин Лайхан.
Автор публикаций.